# Michorzewo
Michorzewo [Mezclaɔˈʐɛvɔ] es un pueblo ubicado en el distrito administrativo de Gmina Kuślin, dentro del Distrito de Nowy Tomyśl, Voivodato de Gran Polonia, en el oeste de Polonia central. Se encuentra aproximadamente a 4 kilómetros al este de Kuślin, a 17 kilómetros  al este de Nowy Tomyśl, y 38 kilómetros al oeste de la capital regional Poznan.